# Corps (spolek)

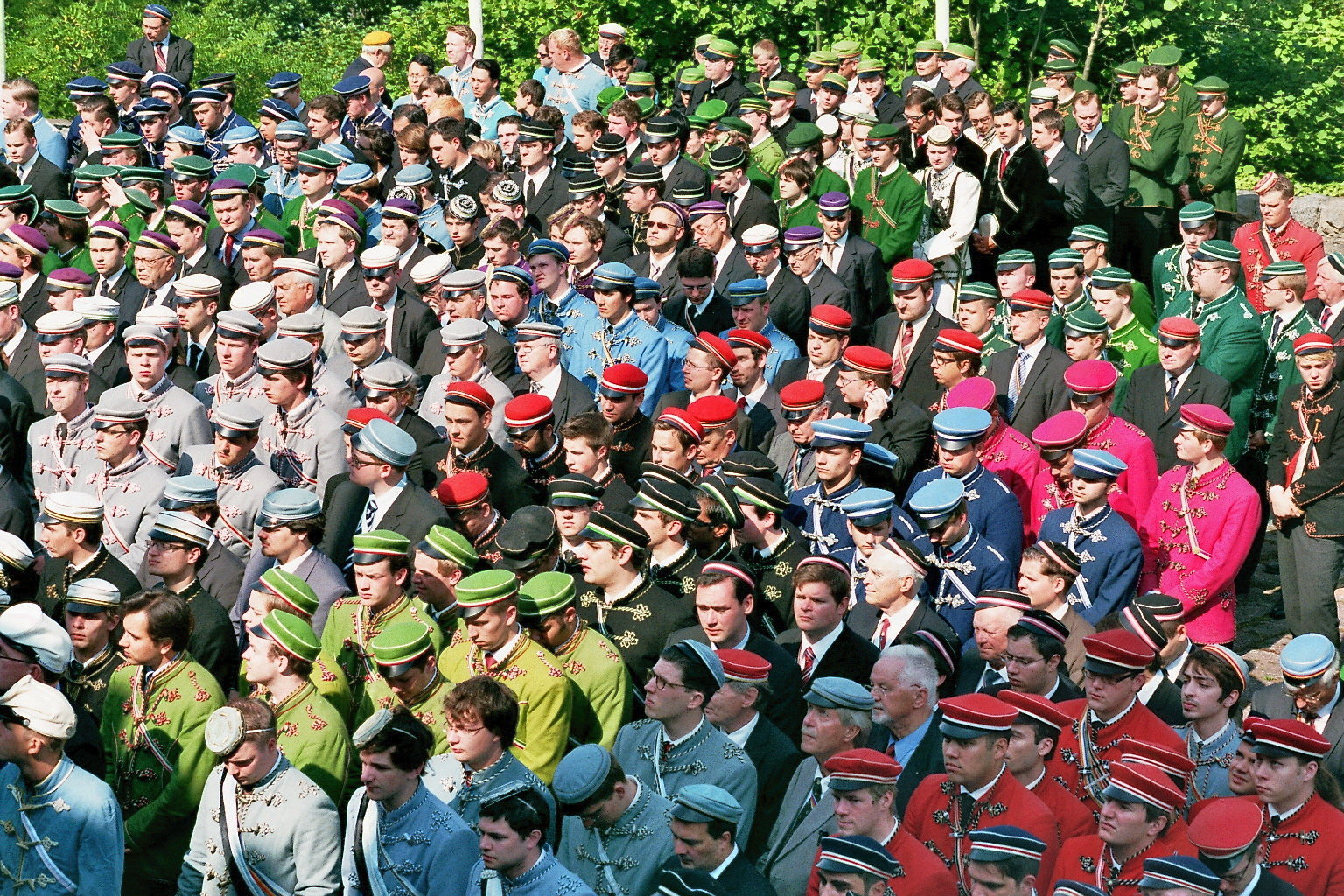
Setkání Corps studentů ve Weinheimu

Corps v Evropě

Corps je nejstarší dosud existující typ studentských spolků, tradičních německých univerzitních společností (Studentenverbindung). Kořeny Corps sahají až do 15. století a nejstarší spolek, který existuje dodnes, byl založen v roce 1789. Členové jsou označováni jako Corps studenti (Corpsstudenten). Corps patří k původním studentským bratrstvům, které nosí vlastní barvy, tzv. kulér (couleur), a praktikují akademický šerm.
Členové německých Corps pocházeli obvykle ze šlechty, královských rodin a další společenské elity a jsou tradičně považováni za aristokratičtější a elitárnější než jiná německá studentská bratrství, jako je třeba katolický Cartellverband nebo buršácké spolky (Burschenschaften). Za své klíčové principy považují toleranci a individualitu a jsou zakořeněny v německém idealismu. Celkově jsou z politického hlediska obecně konzervativní, ale méně pravicoví a nacionalističtí než buršácké spolky. Corps jsou také na rozdíl od řady jiných studentských bratrstev otevřeny studentům všech národností a náboženství.
Corps jsou nyní organizovány ve dvou federacích, Kösener Senioren-Convents-Verband (KSCV) a Weinheimer Senioren-Convent (WSC). Spolu je tvoří 162 sborů zejména v Německu a Rakousku, některé jsou také ve Švýcarsku, Belgii, Maďarsku, Estonsku, Lotyšsku a Litvě. Ačkoli jsou odlišné, přesto jsou Corps v některých aspektech podobné a slouží obdobným účelům jako vysokoškolská bratrstva ve Spojených státech.